# (4450) Пан
(4450) Пан (др.-греч. Πάν) — околоземный астероид из группы аполлонов, который характеризуется очень вытянутой орбитой с большим эксцентриситетом, из-за чего в процессе движения вокруг Солнца он пересекает орбиты сразу трёх планет: Венеры, Земли и Марса. Астероид проходит менее чем в 10 млн км от каждой из планет и приближается к орбите Меркурия на расстояние до 20 млн км. Астероид был открыт 25 сентября 1987 года американскими астрономами Кэролин Шумейкер и Юджином Шумейкером в Паломарской обсерватории и назван в честь Пана, древнегреческого бога пастушества и скотоводства.

Орбита астероида Пан и его положение в Солнечной системе

Не следует путать астероид с Паном — одним из внутренних спутников Сатурна.